# تپه گل زرد ۲
تپه گل زرد ۲ مربوط به سده‌های اولیه دوران‌های تاریخی پس از اسلام است و در شهرستان سلسله، بخش مرکزی، دهستان یوسفوند، ۴۵ متری غرب روستای گل زرد واقع شده و این اثر در تاریخ ۲۸ اسفند ۱۳۸۵ با شمارهٔ ثبت ۱۸۸۶۳ به‌عنوان یکی از آثار ملی ایران به ثبت رسیده است.